# Alexander Slatnow
Alexander Slatnow, född den 29 september 1950 i Teterow, Tyskland, död 21 maj 2003, var en östtysk kanotist.
Han tog bland annat VM-guld i K-2 1000 meter i samband med sprintvärldsmästerskapen i kanotsport 1971 i Belgrad.